# Intersexualidad en la historia

A lo largo de la historia, ha habido múltiples registros sobre la existencia de las personas intersexuales, llegando incluso a ser parte de las mitologías y escritos de gran importancia histórica.

La Intersexualidad en humanos y otros animales, describen variaciones dentro de las características sexuales, incluyendo en los cromosomas, gónadas, esteroides sexuales o genitales que, de acuerdo con la Oficina del Alto Comisionado de las Naciones Unidas para los Derechos Humanos, "no se ajustan ante las nociones binarias típicas de los cuerpos masculinos o femeninos". Históricamente, las personas intersexuales han sido denominadas hermafroditas, "eunucos congénitos", o incluso congénitamente "frígidas". Tales términos están actualmente obsoletos, ya que son considerados como falacias y estigmatización.
Las personas intersexuales han sido tratada de variadas formas por diferentes culturas a lo largo de la historia. Ya sea si eran o no tolerados o aceptados por alguna cultura en particular, la existencia de personas intersexuales ya era conocida por múltiples culturas antiguas y premodernas y sus sistemas legales, y existen numerosos registros históricos sobre ello.

## Historia Antigua

### Sumeria
Un mito de creación sumerio realizado hace más de 4 000 años hace alusión a Ninhursag, una diosa de madre, que dio origen a la humanidad a partir de la arcilla. Ella se jacta de que determinará el destino -sea bueno o malo- para todas sus formas:

Enki respondió a Ninhursag: "Yo me haré cargo de compensar cualquier destino – sea bueno o malo –, que decidas.
Ninhuesag cogió arcilla desde la parte superior de un abzu [ab: agua; zu: mucho] en su mano, y con ella, formó al hombre que no podía doblar sus frágiles manos extendidas.
Enki miró a aquel hombre que no podía doblar sus frágiles manos extendidas, y decretó su destino: lo nombró siervo del rey.
(Se crearon tres hombres y una mujer con biología atípica, y Enki les otorga varias formas de estatus hacia cada uno de ellos para garantizar su respeto  por sus singularidades)
(...) Sexto, ella formó a un ser sin pene ni vagina en su cuerpo. Enki miró a aquel que no poseía pene ni vagina en su cuerpo, y le concedió el nombre de Nibru (eunuco(?)), y decretó que su destino era presentarse ante el rey.

### Antiguo judaísmo
En la cultura judía tradicional, los individuos intersexuales eran conocidos como andrógenos o tumtum, los cuales integran los seis géneros mencionados en los textos sagrados, y que además, se mencionan cientos de veces dentro del Talmud y la Mishná. En relación con las investigaciones del rabino Elliot Kukla, los andrógenos corresponden a personas que poseen características tanto masculinas como femeninas, mientras que los tumtum son aquellos individuos que poseen características sexuales determinadas u ocultas.

### Antiguo islam
Durante el siglo VIII, registros de códigos legales islámicos hablan sobre individuos conocidos por la lengua árabe como khuntha. Este término, el cual traducido como "hermafrodita", solía aplicarse a aquellas personas que poseían una serie de condiciones intersexuales, incluyendo disgenesia gonadal mixta, hipospadias masculinos, síndrome de insensibilidad parcial en andrógenos, deficiencia de 5-alfa reductasa, aplasia de gónadas, y hiperplasia suprarrenal congénita.
Dentro de la Sharia, el derecho a herencia se determinaba en base al sexo, por lo que a veces era necesario intentar determinar el sexo biológico de aquellos herederos sexualmente ambiguos. El primer caso registrado sobre este tema fue atribuido hacia el califato Rashidun durante el siglo VII, en el que el califa Ali Ibn Abi Tálib intentó resolver un caso de herencia entre cinco hermanos, en el que uno de ellos poseía una abertura urinaria. Ali aconsejó a los hermanos que el sexo podría estar determinado por el sitio urinario mediante una práctica llamada hukm al-mabal; si la orina salí por la abertura masculina era hombre, y si salí por la abertura femenina, el individuo era mujer. En caso de que si salía de ambas aperturas simultáneamente, al heredero se le daría la mitad de una herencia masculina, y la otra mitad de una herencia femenina. Posteriormente, en el siglo XIII, el experto en la ley shafi'i Abu Zakariya al-Nawawi, dictaminó que a un individuo cuyo sexo no pudo ser determinado por el hukm al-mabal, así como aquellos que orinaban por ambos orificios o no poseían órganos sexuales identificables, se les debía asignar una categoría sexual intermedia llamada khuntha mushkil.
Tanto los legisladores hanafíes y hanbalistas, también reconocieron que la pubertad podrían aclarar un nuevo sexo dominantes en individuos intersexuales, calificados como khuntha, tanto a hombres como a mujeres desde la infancia. Si un khuntha o el hombre desarrolló características secundarias femeninas, tuvo sexo vaginal, podía amamantar, menstruar o concebir un bebé, el sujeto legalmente podría cambiar de sexo a mujer. En cambio, si un khuntha o mujer desarrollaba características sexuales masculinas, como tener sexo penetrativo con otra mujer, o tener una erección, legalmente podría cambiar su sexo a hombre. Esta comprensión del efecto de la pubertad en las condiciones intersexuales ya aparecían dentro de la Sharia hacia comienzos del siglo XI, especialmente por parte del destacado jurista y ulema Ibn Qudama.
En el siglo XVI, Ibrahim al-Halabi, miembro de la escuela de jurisprudencia hanafí en el islam, ordenó a los dueños de esclavos a utilizar un lenguaje especial para los géneros neutrales, a la hora de liberar esclavos intersexuales. Reconoció que el lenguaje servil de ''hombres'' y ''mujeres'' no podían ser aplicados directamente hacia ellos.

### Antiguo Sur de Asia
El poema religioso Tirumantiram realizado por el místico tamil Tirumular registró las relaciones entre individuos intersexuales y el dios Shiva.
Ardha Narishvara, es un ser andrógeno conformado por la deidad masculina Shiva y la deidad femenina Parvati, se originó dentro del Imperio kushán desde el siglo I. Una estatua que describe a esa deidad se encuentra en el Templo de Meenkashi Ammán, India; esta estatua evidencia claramente elementos corporales masculinos como femeninos.
Debido a la presencia de rasgos intersexuales, Ardha Narishvara está asociado con el hijra, una tercera categoría de género que ha sido aceptada en el Sur de Asia desde hace muchos siglos atrás. Después de entrevistar y estudiar sobre la hijra durante muchos años, Serena Nanda escribió en su libro Neither Man Nor Woman: The Hijras of India, lo siguiente: "Existe una creencia generalizada en la India de que los hijras nacen como hermafroditas [intersexuales] y son rechazados por la comunidad hijra al momento de su nacimiento o en su infancia, pero no encontré la evidencia para apoyar esta creencia junto con los hijras que he conocido, los cuales todos se habían unido a la comunidad de forma voluntaria, a menudo durante su adolescencia."
Según Herdt, la diferenciación entre un individuo "nacido" y "hecho" hijra, se debe a quienes poseen rasgos intersexuales físicos por nacimiento, en contraste con aquellos que se convierten en hijra a través de la penectomía. De acuerdo a la tradición hindú, el hijra realiza canciones y danzas tradiciones como parte de una celebración familiar ante el nacimiento de un bebé varón; durante la actuación, la familia también inspecciona los genitales del recién nacido para confirmar su sexo. Herdt afirma que es ampliamente aceptado que si un niño es intersexual, el hijra tiene el derecho de reclamarlo como parte de su comunidad. Sin embargo, Warne y Raza argumenta que las relaciones entre individuos intersexuales e hijras es ampliamente infundado pero provoca temor por parte de los padres de estos. El hijra es mencionado en algunas versiones del Ramayana, una epopeya hindú realizado a mediados del 300 a. C., en un mito en donde el héroe Rama instruye a sus devotos a retornar a la ciudad de Ayodhya en vez de seguirlo a cruzar el río aledaño a la urbe para marchar al exilio. Debido a que él da su orden específicamente a ''todos sus hombres y mujeres'', sus seguidores hijras, que no pertenecían a ninguno de esos sexos, permanecieron en las orillas del río durante catorce años, hasta que Rama regresó de su exilio.
En la secta hinduista tantra, existe una creencia en la que considera que todos los individuos poseen componentes tanto masculinos como femeninos. Esta creencia se puede evidenciar explícitamente en el concepto tántrico de un Ser Supremo que posee órganos sexuales masculinos y femeninos, el cual constituye "un sexo completo" y la forma física ideal.

### Antigua Grecia
Según DeVun, un "modelo tradicional hipocrático/galénico de diferencia sexual – popularizado por último médico antiguo Galeno y su teoría ascendente durante gran parte de la Edad Media – veía el sexo como un espectro que abarcaba a hombres masculinos, mujeres femeninas, y muchos matices intermedios, incluyendo hermafroditas, quienes eran un perfecto balance entre hombre y mujer". DeVun contrasta este modelo con una visión aristotélica de la intersexualidad, el cual sostenía que ''los hermafroditas no eran un sexo intermedio, sino que un caso de genitales duplicados o superfluos'', y que esto posteriormente influyó al filósofo cristiano Tomás de Aquino.
En la mitología clásica, Hermafrodito era un hermoso joven quién era hijo del dios Hermes (Mercurio romano) y de Afrodita (Venus). Ovidio escribió la narrativa más influyente de cómo Hermafrodito se convirtió en andrógeno, enfatizando que aunque el joven apuesto estaba en la cúspide de la adultez sexual, rechazó el amor como lo había hecho Narciso, y también lo reflexionó en las cercanías de un lago. Allí la ninfa marina Salmacis lo vio y sintió atracción hacia él. Hermafrodito la rechazó, y ella fingió retirarse del lugar hasta que él, pensando que ya estaba solo, se desnudó para bañarse en el lago. Ante eso, Salmacis se abalanzó sobre Hermafrodito, y oró para que nunca se separaran. Los dioses concedieron esas solicitud, y el cuerpo de Hermafrodito contuvo tanto el sexo masculino como el femenino. Como resultado, se cree que todo aquel hombre que bebía las aguas del manantial Salmacis ''se suavizaban con el vicio de la impudicia''. El mito de Hilas, el joven compañero de Hércules quién había sido secuestrado por las ninfas marinas, compartió con Hermafrodito y Narciso el tema de los peligros que enfrenta el bello hombre adolescente como su transición hacia la masculinidad adulta, con resultados variables para cada uno.

### Antigua Roma

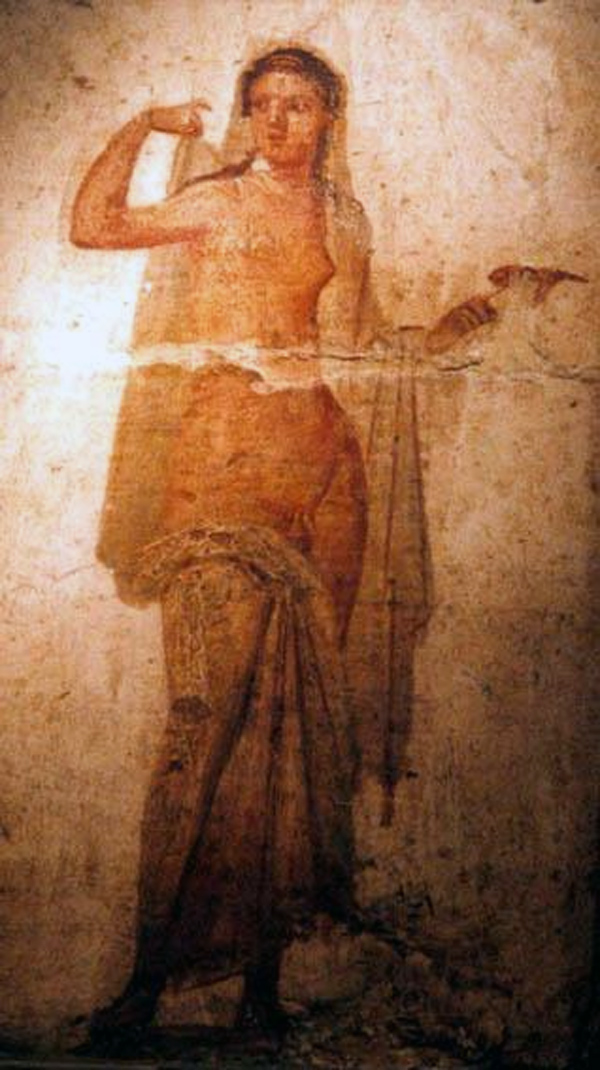
Hermafrodito en un mural de Herculano (primera mitad del)

Plinio el Viejo señaló que " hay incluso quienes nacen de ambos sexos, a los que denominamos hermafroditas, y al mismo tiempo androginia" (andro-, "hombre," y ginia-, "mujer", del griego). Aun así, durante ese período se vio un registro histórico de un eunuco congénito.
El historiador siciliano Diodoro (siglo I a. C.) escribió de "hermaphroditus" en el primer siglo a. C.:

Hermafrodito, como se le ha llamado, nació de Hermes y Afrodita, y cuyo nombre es una combinación de ambas partes de sus padres. Algunos dicen que este Hermafrodito es una deidad, y aparece cada cierto tiempo entre los hombres, y que nace en con un cuerpo físico que es una combinación entre el cuerpo masculino y femenino, en el sentido de que posee un cuerpo bello y delicado como el de mujer, pero posee el vigor y calidad masculina de un hombre. Hay quienes afirman que tales criaturas que poseen ambos sexos son monstruosidades, y que rara vez llegan al mundo, ya que tienen la capacidad de presagiar el futuro, a veces para bien y a veces para mal.
Diorodo Sículo, Biblioteca histórica, Libro VI

Isidoro de Sevilla (560–636) describió a un hermafrodita de fantasía como aquel que ''tiene el pecho derecho de un hombre y el izquierdo el de una mujer, y posterior al coito, a su vez, ambos pueden engendrar y tener hijos." Bajo el derecho romano, como muchos otros, un hermafrodita puede ser clasificado como hombre o como mujer. Roscoe declaró que el hermafrodita representa una "violación hacia las fronteras sociales, especialmente aquellas tan fundamentales para la vida cotidiana entre hombres y mujeres."
En la religión tradicional romana, el nacimiento de un hermafrodita era una especie de prodigium, una ocurrencia que señalaba un alboroto dentro del pax deorum, el tratado de Roma con los dioses. Pero Plinio observó que, si bien los hermafroditas fueron una vez considerados portentos, en sus días se habían convertido en objetos de delicias (deliciae), siendo traficados en un exclusivo mercado de esclavos. Según Clarke, las representaciones de Hermafrodito eran muy populares entre los romanos:
 

Las representaciones artísticas de Hermafrodito ponen de manifiesto las ambigüedades de las diferencias sexuales entre hombres y mujeres, así como todos los actos sexuales (...) Los artistas siempre tratan a Hermafrodito bajo la intención de que el espectador descubra su propia identidad sexual (...) Hermafrodito es una representación altamente sofisticada, quién invade los límites entre los sexos, los cuales se presentan claramente en el pensamiento y representación clásica de la época.
John R. Clarke, Looking at Lovemaking, pp. 54-55.

En el siglo V, Agustín de Hipona escribió en Comentario literal al Génesis, que los humanos fueron creados en dos sexos, a pesar de ''como sucede en algunos nacimientos, en el caso de lo que llamamos andróginos.
Entre los registros históricos sobre las personas intersexuales incluyen las realizadas por el filósofo sofista Favorino, quien los describe como eunucos (εὐνοῦχος) por nacimiento. Mason y otros describen que Favorino probablemente poseía rasgos intersexuales.
Un sentido amplio del término ''eunuco'' es reflejado en el compendio de las antiguas leyes romanas recopiladas por el emperador Justiniano I en el siglo VI, conocido como Digesto o Pandectas. Aquellos textos distinguen entre la categoría general de eunucos (spadones, que significa "alguien que no tiene poderes generativos, una persona impotente, ya sea por naturaleza o castración", D 50.16.128) y el subconjunto más concreto de los castrati (hombres castrados, físicamente incapaces de procrear). Los eunucos (spadones) vendidos en los mercados de esclavos fueron considerados por el jurista Ulpiano como "ni defectuosos ni enfermos, sino como individuos sanos", porque eran anatómicamente capaces de procrear como monorquidias (D 21.1.6.2). Por otro lado, como señaló el jurista Julius Paulus, "si alguien es un eunuco de tal manera que le falte una parte necesaria de su cuerpo" (D 21.1.7), entonces será considerado como un enfermo. En estos textos legales romanos, los spadones (eunucos) tenían la posibilidad de casarse con mujeres (D 23.3.39.1), instituir herederos póstumos (D 28.2.6), y adoptar hijos (Instituciones de Justiniano 1.11.9), a menos de que ellos fuesen castrati.

## Edad Media

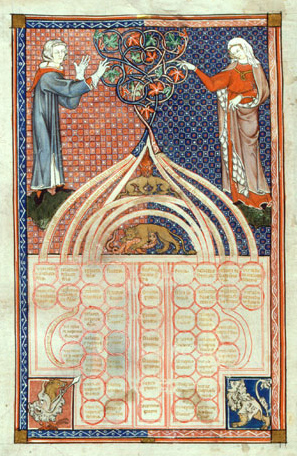
Una ilustración del Decreto de Graciano, un manucristo del sobre derecho canónico.

En Los Anormales (Les anormaux), Michel Foucault sugirió que es probable que, "desde la Edad Media hasta el siglo XVI (...) los hermafroditas fueron considerados monstruos y fueron ejecutados, quemados en la hoguera y sus cenizas arrojadas a los vientos."
Sin embargo, Christof Rolker cuestiona ese punto de vista, argumentando que "Contrariamente a lo que se ha afirmado, no hay evidencias de que los hermafroditas hayan sido perseguidos durante la Edad Media, y las leyes aprendidas claramente no poseían ninguna base para tal persecución". Las fuentes del derecho canónico proporcionan evidencias de perspectivas alternativas, basadas en indicaciones visuales previas, y el desempeño de los roles de género. En el Decreto de Graciano del siglo XIII declara que "Si un hermafrodita puede ser testigo de un testamento, dependerá de su sexo dominante" ("Hermafroditus an ad testamentum adhiberi possit, qualitas sexus incalescentis ostendit").
Hacia finales del siglo XII, el abogado canónico Huguccio declaró que, "Si alguien tiene barba, y siempre desea actuar como un hombre (excercere virilia) y no como una mujer, y siempre desea mantenerse acompaña con hombres y no con mujeres, es una señas de que el sexo masculino prevalece en él, y luego él puede ser un testigo, cosa que para una mujer está restringido". Respecto a la ordenación de los 'hermafroditas', Huguccio concluyó: "Por lo tanto, si el individuo se siente más atraído más hacia lo femenino que a lo masculino, esta persona no puede recibir la orden. Si ocurre lo contrario, ésta persona la puede recibir pero no será ordenado, en relación a su deformidad y monstruosidad."
Henry de Bracton en su obra De Legibus et Consuetudinibus Angliae ("Sobre las leyes y costumbres en Inglaterra") escrita en 1235, clasificó a la humanidad en "hombre, mujer, o hermafrodita", y "Un hermafrodita es clasificado como hombre o mujer de acuerdo al predominio de sus órganos sexuales."
El abogado canónico del siglo XIII Enrique de Segusio, argumentó que un "hermafrodita perfecto" donde no prevalecía ningún sexo, podía optar legalmente su género mediante juramento.

## Inicios de la Edad Moderna
En el siglo XVII, el jurista y juez inglés Edward Coke (Lord Coke), escribió en sus Institutes of the Lawes of England sobre leyes de sucesión en las que decían: "Todos los herederos son hombres, mujeres hermafroditas, siendo éste último tanto hombre como mujer. Y un hermafrodita (también llamado Androgynus) debe tener herencia, ya sea como hombre o como mujer, de acuerdo al tipo de sexo que predomine en su cuerpo." Los Institutes son ampliamente considerados como la base de origen del derecho anglosajón.
Tras el descubrimiento de registros legales relevantes, se ha evidenciado la existencia de relatos históricos sobre personas intersexuales, incluyendo la del sirviente Thomas (Thomasine) Hall en el siglo XVII en Estados Unidos, Eleno (Elena) de Céspedes, una cirujana intersexual del siglo XVI en España, y de la monja Fernanda Fernández en la España del siglo XVIII.
En un caso judicial, realizado en el Palacio de Castellania en 1774 durante la Orden hospitalaria de San Juan en Malta, una joven de 17 años llamada Rosa Mifsud, proveniente de Luqa, posteriormente descrita en la British Medical Journal como un seudohermafrodita, solicitó un cambio de sexo en la clasificación sexual de mujer. La corte designó a dos médicos para realizarle exámenes. Encontraron que "el sexo masculino es el dominante". Los examinadores fueron el médico en jefe y un cirujano de alto rango, quienes trabajaron en la Sacra Infermeria. Fue el mismo Gran Maestro fue quién tomó la decisión final para Mifsud, dictaminando de que usara solo ropa masculina a partir de ese momento.

## Mediados de la Edad Moderna

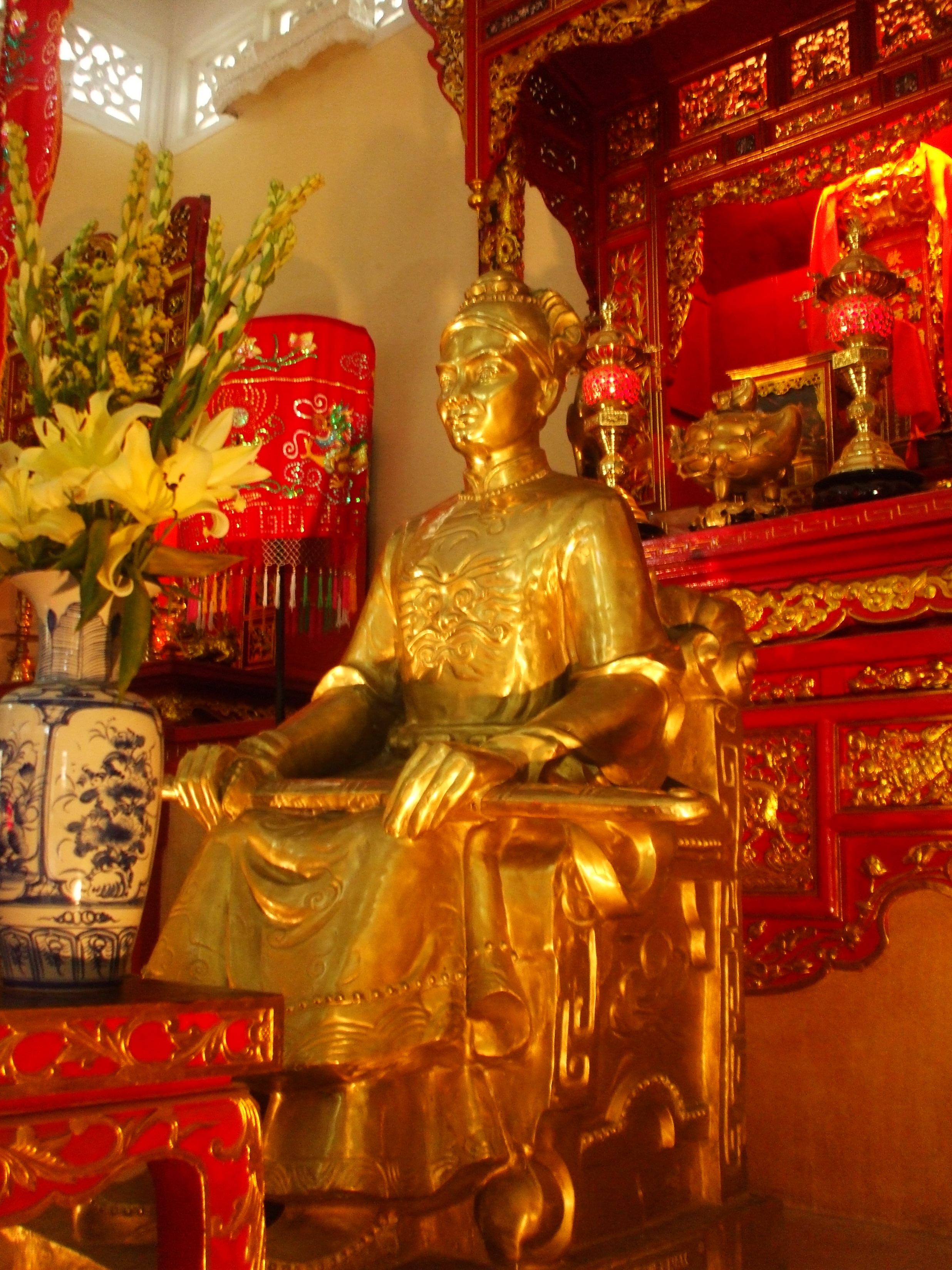
Estatua de bronce de Lê Văn Duyệt en su tumba.

Durante la era victoriana, los autores médicos introdujeron los términos ''verdadero hermafrodita'' para aquellos individuos que poseían tanto tejidos ováricos como testiculares, los cuales son verificados mediante un microscopio, el "seudohermafrodita masculino" para una persona con tejido testicular, pero que posee anatomía sexual femenina o ambigua, y la "seudohermafrodita femenina" para quienes poseen tejido ovárico, pero con una anatomía sexual masculina o ambigua.
Entre otros registros históricos, incluyen las del general vietnamita Lê Văn Duyệt (siglos XVIII y XIX) quién ayudó para unificar Vietnam; Gottlieb Göttlich, un notable caso médico alemán del siglo XIX; y Levi Suydam, un estadounidense intersexual del siglo XIX, que generó polémica luego de votar en unas elecciones cuando el sufragio solo se le permitía a la población masculina.
Las memorias de la intersexual francesa del siglo XIX, Herculine Barbin, fueron publicadas por Michel Foucault en 1980. Su fecha de cumpleaños está marcado en el Día de la Memoria Intersexual, el 8 de noviembre.

## Edad Contemporánea

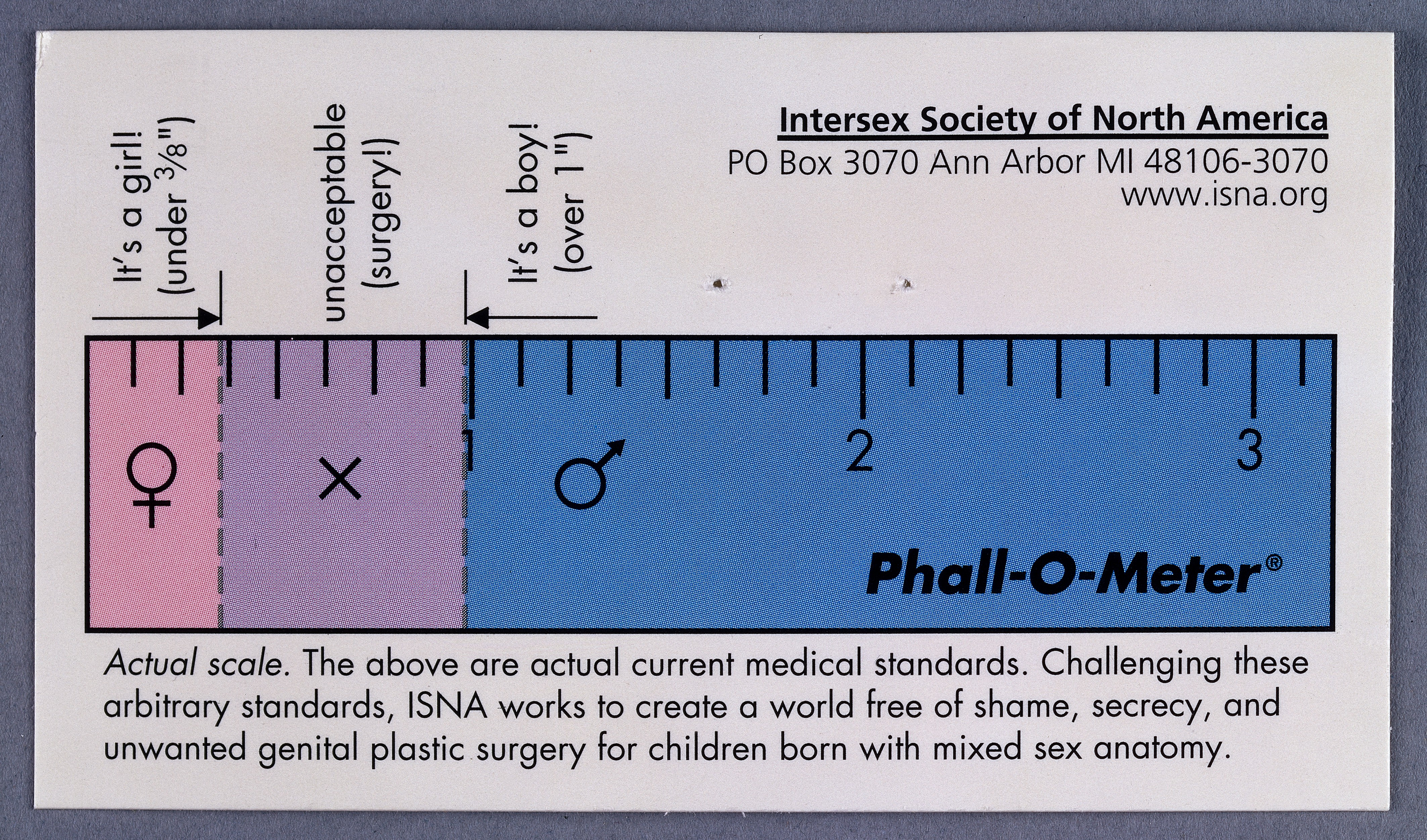
El Phall-O-Meter satiriza las evaluaciones clínicas para un clítoris y longitud del pene apropiados al nacer.

El término 'intersexualidad' fue acuñado en 1917 por el genetista alemán Richard Goldschmidt, en su obra Intersexuality and the endocrine aspect of sex. La primera sugerencia para reemplazar el término 'hermafrodita' con 'intersexualidad' provino del especialista británico Cawadias en los años 1940. Esta sugerencia fue adoptada por los especialistas en el Reino Unido durante la década de 1960. Entre los registros históricos del siglo XX se hace mención al de la australiana Florrie Cox, cuyo matrimonio fue anulado debido a su ''malformación frígida''.
Desde el auge de la ciencia médica moderna en las sociedades occidentales, algunas personas intersexuales con genitales externos ambiguos han modificado quirúrgicamente sus órganos sexuales, a fin de que se parezcan más a los genitales femeninos o masculinos. Los cirujanos han considerado a los bebés intersexuales como «emergencias sociales» una vez que estos han nacido. Sin embargo, hubo padres de infantes intersexuales que no estaban contentos con la situación. Psicólogos, sexólogos e investigadores a menudo creen que es mejor cambiar los genitales del bebé cuando son más jóvenes, en vez de realizarlo cuando lleguen a la adultez. Estos científicos creen que realizándose una intervención temprana, se evitaría que aquella persona tenga confusión dentro de su identidad de género. Esto se denominó 'Política de género óptimo' y fue desarrollada inicialmente en los años 1950, por el psicólogo John Money. Money, basándose en sus polémicas posturas (incluyendo el caso de David Reimer) creía que los niños eran más propensos a desarrollar una identidad de género que coincidía con el sexo de la crianza, la cual podría determinar mediante los cromosomas, las gónadas o las hormonas. El objetivo principal es elegir el sexo que conduciría a la menos inconsistencia entre la anatomía externa y la psique asignada por el individuo (identidad de género).
Debido a que el avance de la cirugía ha hecho posible ocultar las condiciones de intersexualidad, muchas personas no han estado conscientes de cómo surgen las condiciones intersexuales en los seres humanos, o que ocurren siquiera.El diálogo entre los que alguna vez fueron grupos de activistas y clínicos antagónicos al tema, ha dado lugar a que se generen leves cambios dentro de las políticas médicas, y cómo se deben tratar a los pacientes intersexuales y sus familias en algunos países del mundo. Actualmente, numerosas organizaciones de sociedad civil e instituciones de derechos humanos piden poner fin a las innecesarias intervenciones de ''normalización'' del individuo.
La primera manifestación pública de persona intersexuales se llevó a cabo en Boston, el 26 de octubre de 1996, en el frontis de un lugar de encuentro en la ciudad, donde la Academia Americana de Pediatría estaban realizando su conferencia anual. El grupo se manifestaba en contra de los tratamientos de ''normalización'', y portaron un cartel que decía ''Hermaphrodites With Attitude'' (''Hermafroditas con Actitud''). Este evento es actualmente conmemorado por el Día de la Conciencia para la Comunidad Intersexual.
En 2011, Christiane Völling se convirtió en la primera persona intersexual de la que se tenga registro en presentar una demanda por daños infligidos en un caso por una intervención quirúrgica sin su consentimiento. En abril de 2015, Malta se convirtió en el primer país del mundo en prohibir las intervenciones médicas sin consentimiento del paciente, en modificar su anatomía sexual, incluyendo a las personas intersexuales.